# 八田進二
八田 進二（はった しんじ、1949年8月3日 - ）は、日本の会計学者。青山学院大学名誉教授。会計士補。

## 経歴
愛知県名古屋市出身。
1968年 新潟県立新潟高等学校卒業。
1973年慶應義塾大学経済学部卒業。1975年10月から1986年12月まで監査法人中央会計事務所勤務。1976年早稲田大学大学院商学研究科修士課程修了。1982年慶大大学院商学研究科博士課程単位取得退学。
2009年青山学院大学より博士（プロフェッショナル会計学）を取得。
1987年富山女子短期大学助教授、1990年駿河台大学経済学部助教授、1994年教授。
2001年青学大経営学部教授。2005年より同大学大学院会計プロフェッション研究科教授。2018年大原大学院大学会計研究科教授。

## 著書
- 『公認会計士倫理読本 国際的な信認を得るための鍵 会計プロフェッションの信頼の礎』（財経詳報社, 2004年）
- 『これだけは知っておきたい内部統制の考え方と実務』（日本経済新聞社, 2006年）
- 『これだけは知っておきたい内部統制の考え方と実務 評価・監査編』（日本経済新聞出版社, 2007年）
- 『会計・監査・ガバナンスの基本課題』（同文舘出版, 2009年）

### 共編著
- 『ゴーイング・コンサーン情報の開示と監査』編著 （中央経済社 日本監査研究学会研究シリーズ, 2001年）
- 『新監査基準を学ぶ 逐条解説』（高田敏文対談, 同文舘出版, 2002年）
- 『会計・監査・ガバナンスを考える 鼎談』（藤沼亜起, 平松一夫共著, 同文舘出版, 2003年）
- 『監査論を学ぶ』（編著, 同文舘出版, 2003年）
- 『簿記の基本を学ぶ』（橋本尚共著, 同文館出版, 2003年）
- 『監査元年!12の疑問を解くこれが公認会計士監査です』（奥山章雄共著, 同文舘出版, 2004年）
- 『公認会計士倫理教本 会計プロフェッションの信頼の礎 2004年版』（監修, 財経詳報社, 2004年）
- 『国際会計 鼎談 これまでの100年、これからの100年』（藤沼亜起, 橋本尚共著, 同文舘出版, 2004年）
- 『財務会計の基本を学ぶ』（橋本尚共著, 同文舘出版, 2005年）
- 『改訂監査基準を考える 逐条解説』（町田祥弘共著, 同文舘出版, 2006年）
- 『内部統制の要点』（多賀谷充, 持永勇一, 吉田良夫, 松尾明, 松井隆幸共著, 国際会計教育協会編, 第一法規, 2006年）
- 『外部監査とコーポレート・ガバナンス』（編著, 同文舘出版, 2007年）
- 『内部統制基準を考える 逐条解説』（町田祥弘共著, 同文舘出版, 2007年）
- 『八田進二・木村剛のこれが「内部統制」だ!』（木村剛共著, ナレッジフォア, 2008年）
- 『21世紀会計・監査・ガバナンス事典』（編著, 白桃書房, 2009年）
- 『会計・監査・ガバナンスの基本課題』（編著, 同文舘出版, 2009年）
- 『会計専門家からのメッセージ 大震災からの復興と発展に向けて』（柴健次, 青木雅明, 藤沼亜起共編著, 同文舘出版, 2011年）
- 『会計研究者からの提言 大震災を風化させない』（編著, 同文舘出版, 2012年）
- 『対談わが国会計・監査制度を牽引する会計人魂!』（川北博共著, 同文舘出版, 2012年）
- 『〈逐条解説〉で読み解く監査基準のポイント』（町田祥弘共著, 同文舘出版, 2013年）
- 『会計のいま、監査のいま、そして内部統制のいま 日本経済を支える基本課題とは? 鼎談』（伊豫田隆俊, 橋本尚共著, 同文舘出版, 2016年）
- 『開示不正 その実態と防止策』（編著, 白桃書房, 2017年）

### 翻訳
- アンダーソン委員会『会計プロフェッションの職業基準 見直しと勧告』（白桃書房, 1991年）
- 不正な財務報告全米委員会『不正な財務報告 結論と勧告』（鳥羽至英共訳, 白桃書房, 1991年）
- 『SEC「会計連続通牒」』1-4 （村山徳五郎共責任編集, 鳥羽至英, 前山政之, 永見尊共訳, 中央経済社, 1998-2004年）
- 合衆国会計検査院『アメリカ会計プロフェッション 最重要問題の検証:改革の経緯と今後の課題』（藤田幸男共監訳, 白桃書房, 2000年）
- 『英国のコーポレート・ガバナンス』（橋本尚共訳, 白桃書房, 2000年）
- 投資管理調査協会『21世紀の財務報告』（橋本尚共訳, 白桃書房, 2001年）
- 『コーポレート・ガバナンス 南アフリカ・キング委員会報告書』（橋本尚, 町田祥弘共訳, 白桃書房, 2001年）
- KPMG『企業価値向上の条件 ターンバル・ガイダンス イギリスに見る内部管理態勢ガイドライン』（監訳, 白桃書房, 2002年）
- アメリカ公認会計士協会『事業報告革命 アメリカ公認会計士協会・ジェンキンズ報告書』（橋本尚共訳, 白桃書房, 2002年）
- アメリカ会計検査院『GAO監査事務所の強制的交代 公開会社監査事務所の強制的ローテーションの潜在的影響に関する両委員会の要請に基づく調査 上院銀行・住宅・都市問題委員会および下院金融委員会への報告書』（橋本尚, 久持英司共訳, 白桃書房, 2006年）
- COSO『全社的リスクマネジメント 適用技法篇』（監訳, みすず監査法人訳, 東洋経済新報社, 2006年）
- COSO『全社的リスクマネジメント フレームワーク篇』（監訳, 中央青山監査法人訳, 東洋経済新報社, 2006年）
- COSO『内部統制システムモニタリングガイダンス』（監訳, 太陽ASG有限責任監査法人訳, 日本公認会計士協会出版局, 2009年）
- ジョセフ・T.ウェルズ『企業不正対策ハンドブック 防止と発見』（藤沼亜起共監訳, 日本公認不正検査士協会訳, 第一法規, 2009年）
- ラリー・E・リッテンバーグ『COSO内部統制の統合的フレームワーク 内部監査に活かす原則主義的実践ガイド』（監訳, 堺咲子訳, 日本内部監査協会, 2014年）
- COSO『内部統制の統合的フレームワーク』（箱田順哉共監訳, 日本公認会計士協会出版局, 2014年）
- 『決定版COSO不正リスク管理ガイド』（神林比洋雄, 橋本尚共監訳, 日本公認会計士協会出版局, 2017年）

## 論文
- ＜八田進二